# Les Hayons
Les Hayons is een dorpje in de Belgische provincie Luxemburg en een deelgemeente van de stad Bouillon. Het ligt enkele honderden meters van de Semois.

## Geschiedenis
In 1823 werd Les Hayons, net als Bellevaux en Dohan, bij de gemeente Noirefontaine gevoegd. In 1858 werd Dohan afgesplitst van Noirefontaine als zelfstandige gemeente en ook Les Hayons werd in deze nieuwe gemeente ondergebracht.
In 1906 werd Les Hayons zelf afgesplitst van de gemeente Dohan en vormde voortaan een zelfstandige gemeente, waartoe ook het gehuchtje La Cornette behoorde.
Bij de gemeentelijke fusies van 1977 werd Les Hayons een deelgemeente van Bouillon.

## Demografische ontwikkeling
- Bronnen:NIS, Opm:1831 tot en met 1970=volkstellingen, 1976= inwoneraantal op 31 december

## Bezienswaardigheden
- De Sint-Quirijnskerk uit 1859
- Een boerderijtje in de Rue de la Cornette 55 is sinds 1972 als monument beschermd